# Янтарь (судно)
Океанографическое исследовательское судно «Янтарь» проекта 22010 «Крюйс» — головное судно проекта 22010 «Крюйс» построенное на Прибалтийском судостроительном заводе «Янтарь» в соответствии с контрактом, подписанным в феврале 2009 года, с Главным управлением глубоководных исследований (ГУГИ) Министерства обороны Российской Федерации (Минобороны России).

## Строительство
Судно этого проекта было заложено 08 июля 2010 года, строительный номер 01602, в день 65-летия завода «Янтарь», и названо его именем. 31 мая 2012 года корпус судна был выведен из эллинга цеха № 178. Церемония спуска на воду (фактически вывод в спусковой плавучий док) состоялась 5 декабря 2012 года, а фактический спуск на воду из дока — 14 декабря 2012 года. В мае 2013 года на судне начался монтаж спецоборудования.

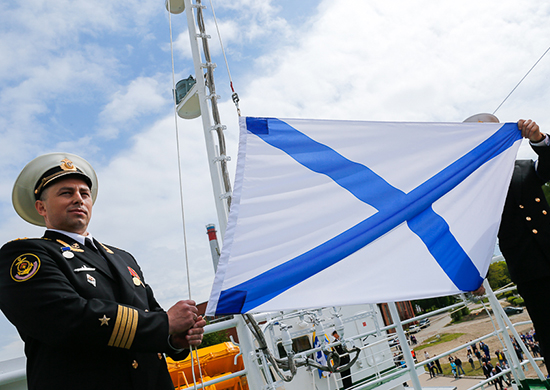
Торжественная церемония поднятия
Андреевского флага 23 мая 2015 года

22 марта 2015 года вышло в море для проведения государственных ходовых испытаний, которые были завершены 22 апреля.
После этого была начата подготовка судна к передаче заказчику. 18—19 мая судно совершило контрольный выход в море с государственной приёмной комиссией на борту. По результатам этого выхода комиссия подтвердила готовность судна к передаче заказчику.
23 мая было передано Военно-морскому флоту России, также в этот день на судне был торжественно поднят Андреевский флаг.

## Оснащение

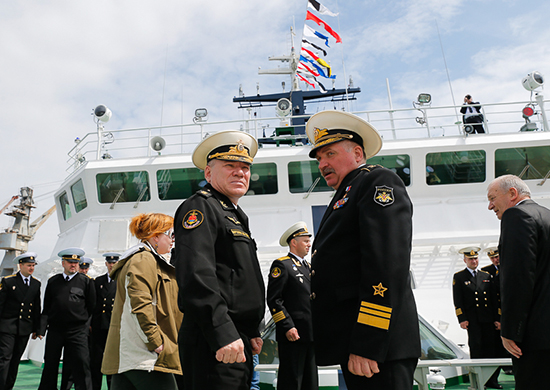
Командующий БФ Кравчук и начальник ГУГИ Буриличев на церемонии поднятия Андреевского флага на судне, 23 мая 2015 года

Судно предназначено для исследования толщи Мирового океана и его дна. Для этого на корабле имеются специальные глубоководные обитаемые и автономные необитаемые подводные аппараты, которые в состоянии погружаться на глубину порядка 6 тысяч метров. Также океанографическое судно может использоваться в спасательных целях, установленное на нём оборудование позволит вести поиск затонувших объектов на морском и океанском дне. Корабль может принимать на свой борт вертолёты, на нём имеется площадка для взлёта и посадки одного вертолёта.
Именно обитаемые автономные глубоководные аппараты (АГА), носителем которых является «Янтарь», являются его основным специальным снаряжением. На корабле могут использоваться АГА двух типов: проекта 16810 «Русь» и проекта 16811 «Консул». Сообщается, что корабль «Янтарь» проекта 22010 может одновременно нести и обеспечивать использование двух аппаратов данного типа. В некоторых источниках также содержится информация о том, что данный корабль может быть носителем глубоководных обитаемых аппаратов «Мир». Автономные глубоководные аппараты «Русь» и «Консул» в состоянии опускаться на глубину до 6000 метров и 6270 метров соответственно. Ресурс аппаратов — до 500 погружений на глубину более 4000 метров и 1000 погружений на глубину до 4000 метров. Назначение аппаратов «Русь» и «Консул»: видеосъёмка и классификация объектов, расположенных на морском дне; проведение подводных технических работ при помощи манипуляторного устройства; обследование подводных объектов и сооружений; доставка на грунт или подъём на поверхность различных предметов массой до 200 кг.

## Служба

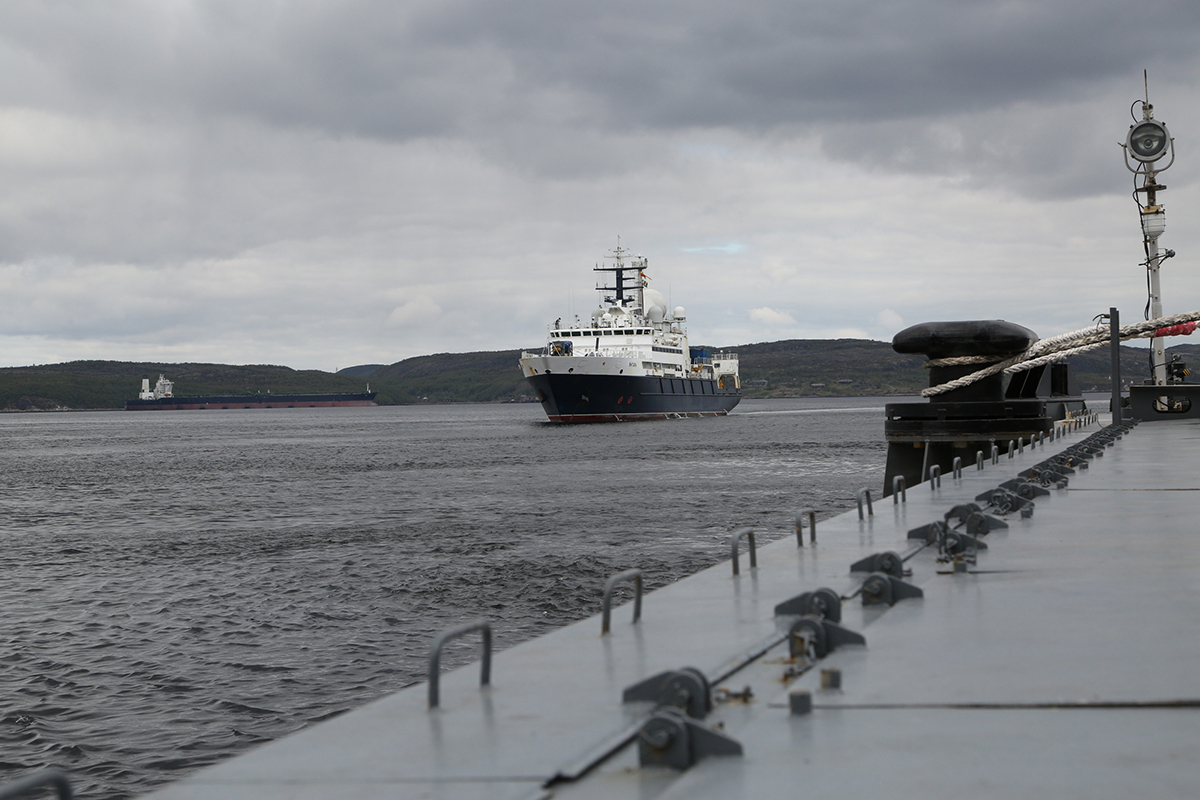
Возвращение судна в Североморск после дальнего морского похода, 9 июня 2018 года

В октябре 2016 года судно вело деятельность в Восточной части Средиземного моря в районе Сирийского побережья в месте расположения подводных линий связи.
В марте 2017 года стало известно, что с помощью подводных беспилотных аппаратов и океанографического исследовательского судна «Янтарь» были обнаружены и обследованы палубные истребители Су-33 и МиГ-29КР, потерянные 14 ноября и 5 декабря 2016 года в летных происшествиях в Средиземном море. АГА смогли снять с летательных аппаратов часть бортового оборудования.
В ноябре 2017 года принято решение о направлении судна для оказания помощи в поиске пропавшей в Атлантическом океане аргентинской подводной лодки «Сан Хуан».
В апреле 2020 года судно пришло на Прибалтийском судостроительном завод «Янтарь». Ремонт ведется в рамках семилетних гарантийных обязательств. В частности, до конца июня 2020 года планируется выполнить ряд трубопроводных и корпусных работ.

## Шпионаж
По данным СМИ, хотя «Янтарь» номинально и называется исследовательским судном, на самом деле он является судном для шпионажа и имеет оборудование для сбора информации, являясь носителем пилотируемых и беспилотных глубоководных подводных лодок. Западные страны неоднократно фиксировали перемещения судна в европейских территориальных водах, подозревая что основная миссия судна — составление карт подводных кабелей.
Министерство обороны США контролирует передвижение судна «Янтарь», издание The New York Times, ссылаясь на источники в ВМФ США, сообщало, что спускаемые аппараты с борта судна способны перерезать интернет-кабели.
В январе 2025 года «Янтарь» был замечен в территориальных водах Великобритании. Власти сообщали что судно ведёт разведку и собирает данные о стратегически значимых подводных кабелях.